# Marianowo (województwo podlaskie)
Marianowo – osada w Polsce położona w województwie podlaskim, w powiecie łomżyńskim, w gminie Piątnica.
W latach 1921–1939 wieś leżała w województwie białostockim, w powiecie łomżyńskim, w gminie Drozdowo.
W latach 1975–1998 miejscowość administracyjnie należała do województwa łomżyńskiego.
Wieś położona jest przy drodze krajowej nr 61 i drodze krajowej nr 63.
Wierni kościoła rzymskokatolickiego należą do parafii Przemienienia Pańskiego w Piątnicy.